# Moore (Montana)
Moore es un pueblo ubicado en el condado de Fergus en el estado estadounidense de Montana. En el Censo de 2010 tenía una población de 193 habitantes y una densidad poblacional de 310,49 personas por km².

## Geografía
Moore se encuentra ubicado en las coordenadas 46°58′30″N 109°41′43″O / 46.97500, -109.69528. Según la Oficina del Censo de los Estados Unidos, Moore tiene una superficie total de 0.62 km², de la cual 0.62 km² corresponden a tierra firme y (0%) 0 km² es agua.

## Demografía
Según el censo de 2010, había 193 personas residiendo en Moore. La densidad de población era de 310,49 hab./km². De los 193 habitantes, Moore estaba compuesto por el 95.34% blancos, el 0% eran afroamericanos, el 0% eran amerindios, el 0.52% eran asiáticos, el 0% eran isleños del Pacífico, el 0% eran de otras razas y el 4.15% pertenecían a dos o más razas. Del total de la población el 2.07% eran hispanos o latinos de cualquier raza.